# Terebra cossignanii
Terebra cossignanii é uma espécie de gastrópode do gênero Terebra, pertencente a família Terebridae.